# Вулиця Кохання (Харків)
Вулиця Кохання — назва вулиці на території сучасного міста Харкова, Немишля, Немишлянський район.

## Загальні відомості
Згідно з деякими припущеннями, назва вулиці дісталося ще до того, як Немишля стала частиною міста, в XIX столітті. Зараз на цьому місці приватний сектор, а сама вулиця починається від перетину з вулицею Краснодарською (на відстані 0,5 км на захід від перехрестя з проспектом Тракторобудівників) та спускається вниз — до річки Немишля, виходячи на Романтичну набережну. Довжина вулиці становить порядка 200 м. У місці її злиття з набережної починається довгий пішохідний міст через заболочену Немишлю, який закінчується на іншому березі річки вулицею Квітковою.
Біля будинку номер 7 до вулиці примикає однойменний провулок (провулок Кохання). Він з'єднує вулицю з паралельними їй Оіцерською вулицею та провулком Тобілевичів.

## Додаткові відомості
- Є версія, що вулицю так назвав поміщик в XIX столітті. Причиною тому послужила його любов до якоїсь персони, яка проживала в ту пору на цій вулиці.
- Правий берег Немишлі в місці розташування вулиці достатньо крутий, тому вона має велику різницю у висотах між своїм початком та кінцем.
- Пішохідний міст через річку, що з'єднує північну та південну частини Немишлі, є єдиним мостом в радіусі кількох сотень метрів, по якому можна перебратися з одного берега річки на інший. Найближчий міст знаходиться в 500 м на схід — автомобільний міст по просп. Тракторобудівників. Ще один міст (також автомобільний) знаходиться майже в кілометрі на захід — кінець вул. Червона Поляна.
- Найближчі станції метро — «Палац Спорту» та «Армійська» (знаходяться приблизно на рівновіддаленій відстані в 1,5-2 км).